# Of the Wand & the Moon:
:Of the Wand & the Moon: è un progetto neofolk nato nel 1999 per iniziativa del musicista Kim Larsen. In sintonia parte di questo genere musicale, i testi sono tutti scritti da Larsen e si concentrano su temi come la tristezza, la solitudine e la natura.

## Storia degli :Of the Wand & the Moon
La band :Of the Wand & the Moon: viene fondata da Kim Larsen nel 1999, dopo aver lasciato la band di doom metal di cui faceva parte, i Saturnus, portando così la propria ricerca verso sonorità più decisamente neofolk, con vaghe inflessioni verso il doom.
Nel 1999 la band debutta con l'album Nighttime Nightrhymes pubblicato dalla Euphonious Records, al quale seguì il successivo :Emptiness:Emptiness:Emptiness: del 2001. Fin da questi esordi la critica sottolinea l'ispirazione a sonorità di matrice Death in June e Sol Invictus, con strutture decisamente più epiche e distanti dalla formula classica del genere.

## Formazione
- Kim Larsen - voce, chitarra, tastiere
- Julie Thor Fryd - flauto
- Lars Koldkjaer - percussioni
- Anne Eltard - violino

## Discografia
Album in studio
- 1999 - Nighttime Nightryme
- 2001 - Emptiness, Emptiness, Emptiness
- 2003 - Lucifer
- 2005 - Sonnenheim
- 2011 - The Lone Descent

EP
- 2000 - Sól Ek Sà
- 2000 - Midnight Will
- 2001 - I Crave for You
- 2001 - My Black Faith
- 2005 - Hail Hail Hail

Split
- 2001 - Bringing Light and Darkness (feat. Sol Invictus, Matt Howden, e Unveiled)

Raccolte
- 2004 - 1998-2004 Alzig/Hagal